# County Limerick
Limerick (irisch Luimneach) ist ein County im Südwesten der Republik Irland.

## Geographie
Im Norden wird Limerick durch den Fluss Shannon und seine Ästuar-Mündung begrenzt. Die größten Wasserläufe, welche alle in den Shannon münden, tragen die Namen Mulkear, Loobagh, Maigue, Deel und Feale.
Um die County-Hauptstadt Limerick herum erstreckt sich ein weitläufiges Flachland aus Sandsteinrücken, stellenweise auch aus vulkanischem Gestein (Trachyt und Basalt). Im Westen gibt es Plateaus aus Kalk und Sandstein mit Torfmooren und Heiden, der Osten und Südosten ist durch Bergländer geprägt: Slievefelim, Galtee Mountains, Ballyhoura Mountains.

## Geschichte

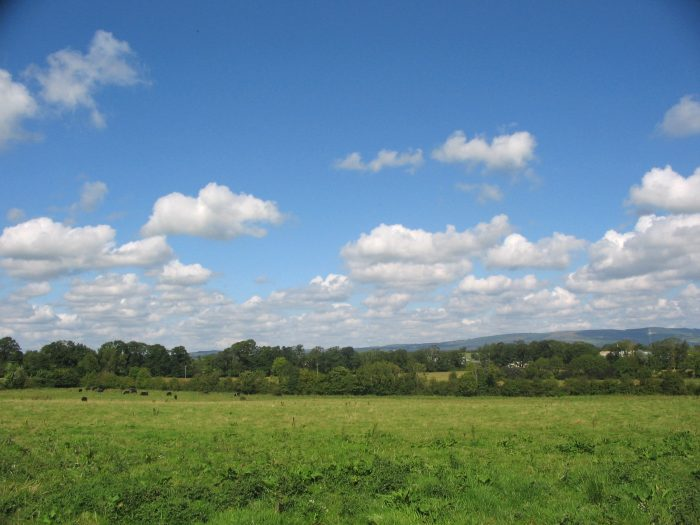
Landschaft von Limerick

Es wird angenommen, dass sich die ersten jungsteinzeitlichen Menschen auf dem Gebiet des heutigen County noch um 4000 v. Chr. in der Gegend um den Lough Gur angesiedelt haben. Überreste der Megalithkultur aus Duntryleague datieren bis 3500 v. Chr. zurück. Zur Zeit der Kelten ab 400 v. Chr. wurde das Land in unbedeutende Kleinkönigreiche (auch tuath genannt) aufgeteilt.
Das Christentum verbreitete sich im 5. Jahrhundert im Gebiet um Limerick. Es wurden einige Klöster gegründet wie Ardpatrick, Mungret und Kileedy. Aus diesem goldenen Zeitalter des Kunsthandwerks (5. bis 9. Jahrhundert) stammt der Silberkelch von Ardagh. Er ist ein Meisterwerk des Metallhandwerks, stammt vermutlich aus dem 8. Jahrhundert und wurde im Jahre 1868 in Westlimerick gefunden.
Die Wikinger gründeten im Jahre 812 auf einer Insel im Shannon, die heute Kings Island heißt, die Stadt Limerick, aus der sie Brian Boru noch vor der Jahrtausendwende vertrieb. Als im Jahre 1194 Donal Mór O’Brien, der König von Munster, starb, übernahmen die Anglonormannen die Kontrolle über Limerick. 1210 wurde das County Limerick offiziell gegründet. Im Laufe der Zeit wurden die normannischen Invasoren immer mehr assimiliert und wurden schließlich irischer als die Iren. Die Tudors wollten die Macht dieser gälisierten normannischen Herrscher beschneiden und alle Macht in die Hände der Zentralgewalt bringen. Zu diesem Zweck wurden englische Kolonisten im County angesiedelt. Im Jahre 1569 revoltierte die führende normannische Familie von Limerick, die Geraldines, gegen die englische Herrschaft. Dies führte zu einem brutalen Krieg in Munster, der unter dem Namen Desmond-Rebellion bekannt wurde. Die Provinz wurde verwüstet und die ausgedehnten Ländereien der Familie wurden konfisziert.
Das nächste Jahrhundert brachte weitere Zerstörungen mit sich. Während der meisten Zeit des Aufstandes der Iren von 1641 bis 1653 lag Limerick hinter der Frontlinie. Während Cromwells Kriegszug durch Irland wurde es aber doch noch Kriegsschauplatz. 1650/51 wurde die Stadt Limerick von Cromwells New Model Army unter der Führung von Henry Ireton belagert. Im Oktober 1651 musste die Stadt schließlich kapitulieren.
Während des Krieges Williams III. gegen die Jakobiten (1689–1691) wurde die Stadt in den Jahren 1690/1691 erneut belagert. Die überwältigende Mehrheit der Bevölkerung unterstützte Jakob II. Unter der Führung von General Patrick Sarsfield, 1. Earl of Lucan, hielten die katholischen Truppen fast zwei Jahre der Übermacht der gegnerischen Truppen stand. Im Oktober 1691 musste Sarsfield dann aber kapitulieren. Es gelang ihm aber einen Vertrag (Vertrag von Limerick) auszuhandeln, der den Katholiken einige Rechte zugestanden hätte. Die Bestimmungen des Vertrages wurden aber von den Engländern nie umgesetzt. Daher stammt der Beiname Limericks Stadt des gebrochenen Vertrages.
Im 18. und 19. Jahrhundert gab es eine lange Periode der Verfolgung gegen die katholische Bevölkerungsmehrheit. Viele lebten in großer Armut. Die Große Hungersnot in den 1840er Jahren führte zu Massenemigration und einem weitgehenden Rückzug der irischen Sprache. Dies begann sich zu Beginn des 20. Jahrhunderts zu ändern. Einige Gesetzesänderungen der britischen Regierung erleichterten es den Pächtern, Land zu erwerben und so den hohen Pachtzahlungen an die abwesenden Grundeigentümer zu entkommen.
Während des Unabhängigkeitskrieges von 1919 bis 1921 gab es besonders im Osten des Countys viele Kämpfe. Der anschließende Bürgerkrieg brachte bittere Auseinandersetzungen zwischen der Armee des neuen Freistaates und den Vertragsgegnern der IRA, insbesondere in der Stadt Limerick. Die Folgen dieser Kämpfe wurden aber bald überwunden. In den letzten Jahren profitiert der County Limerick vom Wirtschaftsaufschwung des ganzen Landes.

## Politik
Mit dem Local Government Reform Act 2014 wurden die bisherigen Limerick City Council und Limerick County Council zum Limerick City and County Council zusammengelegt.
Nach der Kommunalwahl im Mai 2024 ergibt sich im Limerick City and Council die folgende Sitzverteilung.
Für die Wahlen in das irische Parlament (Dáil Éireann) ist Limerick in die zwei Wahlkreise Limerick City und Limerick County aufgeteilt, diese senden zusammen sieben Abgeordnete dorthin. Bei der Wahl im November 2024 gab es das folgende Ergebnis:
| Partei           | Sitze |
| ---------------- | ----- |
| Fianna Fáil      | 13    |
| Fine Gael        | 10    |
| Labour Party     | 3     |
| Sinn Féin        | 3     |
| Social Democrats | 2     |
| Green Party      | 1     |
| Unabhängige      | 8     |

| Partei       | Sitze |
| ------------ | ----- |
| Fianna Fáil  | 2     |
| Fine Gael    | 2     |
| Sinn Féin    | 1     |
| Labour Party | 1     |
| Unabhängige  | 1     |

## Wirtschaft
In der Landwirtschaft spielt die Rind- und Milchviehhaltung die größte Rolle.

## Sehenswürdigkeiten
- Adare Castle und Kirchen
- Ardpatrick Kirche und Rundturm
- Askeaton Friary und Castle

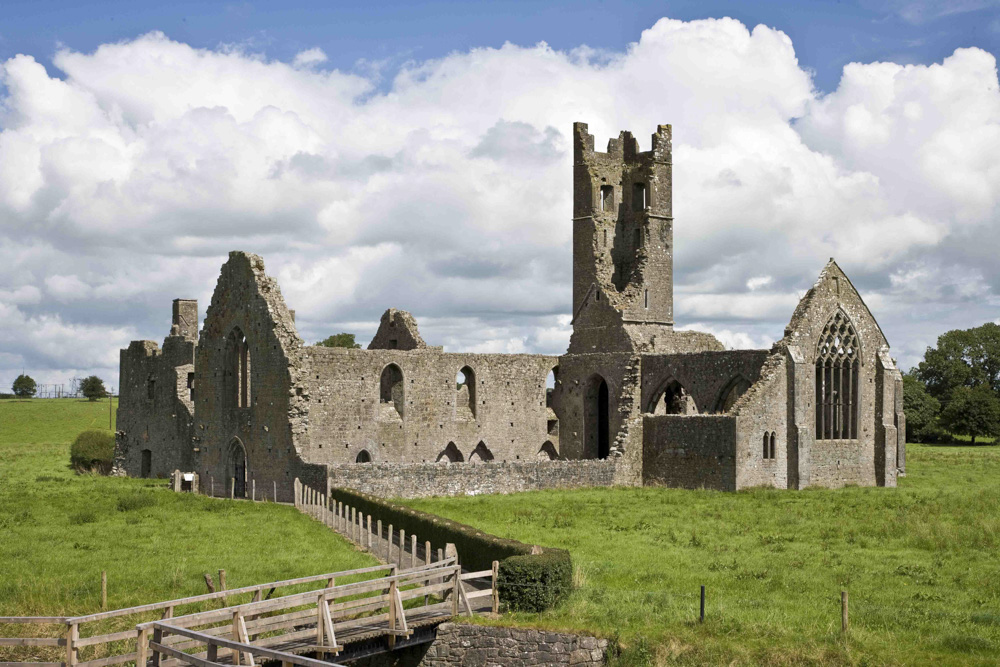
Kilmallock Abbey

- Disert Oenghusa Kirche und Rundturm
- Drombany Dovecote, Taubenturm
- Dromore Castle, Pallaskenry
- Duntryleague Passage tomb
- Glenquin Castle
- Hospital Kirche
- Kilmallock Castle und Kirche
- Lough Gur
- Monasteranenagh Abbey
- Mungret Kirchen
- Shanid Castle

## Kreispartnerschaften
- Hohenlohekreis (Baden-Württemberg), seit 1990

## Persönlichkeiten
- Peter Graf von Lacy (1678–1751), Generalfeldmarschall
- Thomas Joseph Dowling (1840–1924), irischstämmiger kanadischer Geistlicher und römisch-katholischer Bischof von Hamilton, Ontario
- David Madden (1880–1955), Politiker
- John Carew (1901–1968), Politiker
- Tom O’Donnell (1926–2020), Politiker (Fine Gael), Minister für die Gaeltacht und Abgeordneter im Europäischen Parlament
- Daniel Joseph Mullins (1929–2019), Geistlicher und römisch-katholischer Bischof von Menevia
- Peadar Clohessy (1933–2014), Politiker
- Michael Finucane (* 1943), Politiker
- Eddie Wade (1948–2025), Politiker
- Margaret Murnane (* 1959), Physikerin
- Dolores O’Riordan (1971–2018), Sängerin und Songwriterin
- John Hayes (* 1973), Rugby-Union-Spieler
- Keith Earls (* 1987), Rugby-Union-Spieler